# استاروآک‌بولاتوو (شهرستان تاتیشلینسکی، باشقیرستان)
استاروآک‌بولاتوو (انگلیسی: Staroakbulatovo, Tatyshlinsky District, Republic of Bashkortostan) یک شهرک در شهرستان تاتیشلینسکی استان باشقیرستان کشور روسیه است.